# Kunst im öffentlichen Raum in Hamburg-Rissen
Diese Liste von Kunst im öffentlichen Raum in Hamburg-Rissen enthält dauerhaft aufgestellte Kunstwerke auf dem Gebiet des Stadtteils Rissen der Freien und Hansestadt Hamburg, die sich im öffentlichen Raum befinden und von anerkannten Künstlern und Künstlerinnen geschaffen wurden. Viele dieser Kunstwerke sind durch das Programm Kunst am Bau (und dessen Folgeprogramme) gefördert oder mit öffentlichen Geldern angekauft worden, dies ist aber keine Voraussetzung für die Aufnahme. Ebenso mögen einige dieser Kunstwerke als Kulturdenkmal geschützt sein, aber auch das ist keine Voraussetzung für die Aufnahme in diese Liste.
Bauschmuck ist im Normalfall im Artikel über das Bauwerk darzustellen, und gehört nicht in diese Liste. Streetart kann Aufnahme in die Liste finden, wenn es zu dem konkreten Kunstwerk eine ausführliche Rezeption in der Kunstwissenschaft gibt und ein enzyklopädischer Artikel über die Streetart-Künstler oder -Künstlerin existiert oder vorstellbar wäre. Denkmäler, die an eine Person oder ein Ereignis erinnern, können in die Liste aufgenommen werden, wenn sie ob ihrer zumeist plastischen Gestaltung als Kunstwerk gelten können. Bei reinen Gedenktafeln ist das normalerweise nicht der Fall.
Basis der Zusammenstellung sind Datensätze der Hamburger Kulturbehörde von 2012 und 2018, eine Veröffentlichung der SAGA GWG von 2008, und verschiedene Veröffentlichungen von Kunsthistorikern zum Thema. Eine abschließende Liste von Literatur kann es nicht geben, jedoch ist für jeden Eintrag in die Liste ein konkreter Verweis auf eine amtliche Liste oder anerkannte Sekundärliteratur erforderlich.
Gestohlene oder zerstörte Kunstwerke, die ehemals in Hamburg-Rissen aufgestellt waren, sind in einer separaten Liste aufgeführt.

## Legende
- Lage: Nennt die nächstgelegene Straße und, wenn vorhanden und sinnvoll, das nächstgelegene Bauwerk (mit Hausnummer) oder das umgebende Gebiet (z. B. einen Park) und gibt nötigenfalls Hinweise zur genauen Lage. Darunter werden - wenn vorhanden - auch die Geo-Koordinaten und das Wikidata-Logo als Verweis auf das Wikidata-Objekt angegeben. Die Spalte ist nach der Adresse sortierbar.
- Künstler/in: Name des Künstlers oder der Künstlerin, die das Kunstwerk geschaffen haben, verlinkt mit dem Wikipedia-Artikel zur Person. Die Spalte ist nach dem Nachnamen sortierbar.
- Beschreibung: Kurzbeschreibung des Werks, immer zuerst: Werktitel (kursiv), dann möglichst Material, Stil, Größe, Dargestelltes, Art der Förderung
- Jahr: Jahr der Fertigstellung des Kunstwerkes, wenn unbekannt dann das Jahr der Aufstellung. Hier kann nur ein einziges Jahr angegeben werden, kein Zeitraum. Weitere zeitliche Details zur Schaffung des Kunstwerkes (von–bis) können in der Beschreibung angegeben werden.
- Quelle: Kulturbehörde, SAGA, Literatur, jeweils mit Fußnote. Diese Angabe ist für eine Aufnahme in die Liste verpflichtend.
- Bild: Bild des Kunstwerks, mit Link auf Commons-Kategorie wenn vorhanden

Hinweis: Die Grundsortierung der Liste erfolgt nach der Adresse. Die Liste ist alternativ nach Künstler, Werktitel, Datierung oder Quelle sortierbar.

## Liste
| Lage                                                                                            | Künstler                | Beschreibung                                                                      | Jahr    | Quelle        | Bild |  |
| ----------------------------------------------------------------------------------------------- | ----------------------- | --------------------------------------------------------------------------------- | ------- | ------------- | --- |  |
| Iserbarg 2 Schule, Giebel am Eingang, Südseite (Lage)                                           | Fritz Fleer             | Junge mit Flöte, Mädchen mit Taube" Kunst am Bau                                  | 1955–57 | Kulturbehörde | weitere Bilder |  |
| Iserbarg 2 Schule, seit Bruch in Musikraum (Lage)                                               | Vilma Lehrmann-Amschler | Lesender Junge Kunst am Bau                                                       | 1952    | Kulturbehörde | Bild gesucht Die Wikipedia wünscht sich an dieser Stelle ein Bild vom Ort mit diesen Koordinaten 53.575 9.76165 . Motiv: Iserbarg 2 Falls du dabei helfen möchtest, erklärt die Anleitung , wie das geht. BW                  |  |
| Niflandring 20 Grünanlage, Innenhof (Lage)                                                      | unbekannt               | Drei Kinder                                                                       | 1973    | Kulturbehörde | weitere Bilder |  |
| Rissener Landstraße 252 (Lage)                                                                  | unbekannt               | Bären Stein                                                                       | 1971    | Zabel         | Bild gesucht Die Wikipedia wünscht sich an dieser Stelle ein Bild vom Ort mit diesen Koordinaten 53.579785 9.766288 . Motiv: Rissener Landstraße 252 Falls du dabei helfen möchtest, erklärt die Anleitung , wie das geht. BW |  |
| Rissener Ufer 15 Alten- und Pflegeheim Wittenbergen, zwischen Parkplatz und Haupteingang (Lage) | Hans Twesten            | Bärengruppe Direktankauf Heim                                                     | 1972    | Kulturbehörde | weitere Bilder |  |
| Storchenheimweg 15 Reemtsma-Stiftung, Seniorenheim (Lage)                                       | Gerhard Marcks          | Die Alte und die Junge Stiftungs-Erwerb                                           | 1976–77 | Kulturbehörde | weitere Bilder |  |
| Suurheid 20 Krankenhaus Rissen, Schwesternhaus, Haus 11, Eingangshalle (Lage)                   | Georg Engst             | Geometrisches Arrangement Holzintarsie, Kunst am Bau                              | 1965    | Kulturbehörde | Bild gesucht Die Wikipedia wünscht sich an dieser Stelle ein Bild vom Ort mit diesen Koordinaten 53.582815 9.776255 . Motiv: Suurheid 20 Falls du dabei helfen möchtest, erklärt die Anleitung , wie das geht. BW             |  |
| Suurheid 20 Krankenhaus Rissen, zwischen Café und Haus 2 (Lage)                                 | Martin Irwahn           | Flamingo-Gruppe Bronzeplastik dreier Flamingos, Ankauf im Programm „Kunst am Bau“ | 1965    | Kulturbehörde | weitere Bilder |  |
| Suurheid 20 Krankenhaus Rissen (Lage)                                                           | Gustav Seitz            | Maja Sitzende Bronzefigur                                                         | 1961    | Zabel         | Bild gesucht Die Wikipedia wünscht sich an dieser Stelle ein Bild vom Ort mit diesen Koordinaten 53.582684 9.777768 . Motiv: Suurheid 20 Falls du dabei helfen möchtest, erklärt die Anleitung , wie das geht. BW             |  |
| Wedeler Landstraße 157 Bundesanstalt für Wasserbau, am Eingang Industriestr. (Lage)             | Hans Kock               | Galionsfigur Bund                                                                 | 1986    | Kulturbehörde | |  |
| Wedeler Landstraße 34–36 (Lage)                                                                 | Karl August Ohrt        | Dialog Stiftung von Ehepaar Graak                                                 | 1986    | Kulturbehörde | weitere Bilder |  |